# Les Liaisons coupables
Pour plus de détails, voir Fiche technique et Distribution.
Les Liaisons coupables (The Chapman Report) est un film de George Cukor sorti en 1962.

## Synopsis
Psychanalyste avisé, le docteur George C. Chapman et ses collègues se rendent dans une petite ville de Californie, à Briarwood, pour enquêter sur la sexualité de la femme américaine. Pour son étude, il en convoque plusieurs et quatre se distinguent du lot. D'abord la jeune et jolie veuve Kathleen Barclay, complexée par sa frigidité, puis Sarah Garnell, une mère de deux enfants qui souhaite refaire sa vie avec un jeune metteur en scène. Naomi Shields, elle, est une nymphomane alcoolique tandis que la dernière « cobaye » s'appelle Teresa Harnish, une épouse snob et sophistiquée qui a une liaison avec un athlète plus jeune qu'elle.
Paul Radford, l'assistant de Chapman, apprend à les connaître et découvre leurs secrets lors des séances d'entretiens qui serviront à l'enquête de Chapman. Ainsi, elles se confient et se révèlent. Alors que Kathleen se sent coupable de la mort de son époux, Sarah reconnaît qu'elle n'est pas la femme au foyer idéale car elle trompe son mari avec Fred Linden, un metteur en scène de théâtre plus jeune qu'elle. De leur côté, Teresa reconnaît sa frivolité et son aventure avec un joueur de football et Naomi, dépressive, est victime de ses envies sexuelles pressantes avec tous les hommes qu'elle rencontre, dont un jeune livreur et un musicien de jazz.
Grâce à Radford, leurs problèmes seront résolus. Pour oublier son mari décédé, Kathleen couchera avec lui alors que Sarah et Teresa retourneront, après de brèves liaisons avec d'autres hommes, vers leurs maris respectifs. Quant à Naomi, rongée par sa dépression et fatiguée de ses égarements sexuels, elle se donnera la mort. Radford n'a pas pu la sauver.

## Fiche technique
- Titre original : The Chapman Report
- Titre français : Les Liaisons coupables
- Réalisation : George Cukor
- Scénario : Wyatt Cooper et Don Mankiewicz d'après le roman d'Irving Wallace
- Adaptation : Gene Allen et Grant Stuart
- Production : Darryl F. Zanuck, Richard D. Zanuck et Michael A. Hoey (producteur associé)
- Société de production : Darryl F. Zanuck Productions
- Distribution : Warner Bros. Pictures
- Musique : Leonard Rosenman, Frank Perkins (en) et Max Steiner
- Photographie : Harold Lipstein
- Montage : Robert L. Simpson
- Direction artistique : Gene Allen
- Décorateur de plateau : George James Hopkins
- Costumes : Orry-Kelly
- Pays d'origine : États-Unis
- Format : Couleur (Technicolor) - 35 mm - 1,66:1 - Son : Mono (RCA Sound Recording)
- Genre : Drame
- Durée : 125 minutes
- Date de sortie :
  - États-Unis : 5 octobre 1962
- Affiche : Raymond Elseviers (titre : Sensualité, Belgique)

## Distribution
- Shelley Winters : Sarah Garnell
- Jane Fonda : Kathleen Barclay
- Claire Bloom : Naomi Shields
- Glynis Johns : Teresa Harnish
- Efrem Zimbalist Jr. : Paul Radford
- Ray Danton : Fred Linden
- Andrew Duggan : Dr. George C. Chapman
- Ty Hardin : Ed Kraski
- Harold J. Stone : Frank Garnell
- Corey Allen : Wash Dillon
- Jennifer Howard : Grace Waterton
- Cloris Leachman : Miss Selby
- Henry Daniell : Dr. Jonas
- Hope Cameron : Ruth Linden
- Evan Thompson : Cass Kelly
- Jack Cassidy : Ted Dyson

### Revue de presse
- Claude Miller, « Les liaisons coupables », Téléciné no 113-114, Fédération des Loisirs et Culture cinématographique (FLECC), Paris, décembre 1963—janvier 1964,  (ISSN 0049-3287)